# Antonio Guadarrama Encinas
Antonio Guadarrama (y) Encinas (fl. 1740-1747) fue un compositor y maestro de capilla español.

## Vida
Se desconoce el origen de Antonio Guadarrama, pero se sabe que se trasladó a Madrid al Colegio Real de niño. Allí se formó en música con el maestro de capilla de la Capilla Real de Madrid, José de Torres. Posteriormente fue maestro de capilla del Monasterio de Nuestra Señora de Prado de Valladolid.
En 1740 se presentó para el magisterio de la Catedral de Orense, que acabó ganando. Tuvo que disputar el cargo con Jerónimo Romero de Ávila, maestro de los niños de coro de la Catedral de Toledo, y Andrés de Bas, antiguo infante de coro de la Catedral de Toledo y posteriormente maestro de capilla de la Catedral de Santo Domingo de la Calzada.
En 1744 quedaba vacante el magisterio de la Catedral de Santiago de Compostela, cuando Pedro Rodrigo Gómez partió al Monasterio de la Encarnación de Madrid. Guadarrama solicitaba el 25 de abril al cabildo de Santiago de Compostela participar en las oposiciones y un mes más tarde enviaba un memorial pidiendo permiso para contar unas vísperas y misa en honor a Santiago, lo que le fue concedido. A las oposiciones se presentaron diez aspirantes:
- Antonio Guadarrama, maestro de capilla de la Catedral de Orense;
- Pedro Cifuentes Mazo, organista de la Capilla Real de Madrid;
- Juan Oliac y Serra, maestro de capilla de la Catedral de Ávila;
- Manuel González Gaitán, maestro de capilla de la Catedral de Segovia;
- Juan Martín Ramos, maestro de capilla de la Catedral de Salamanca;
- Manuel Agullón y Pantoja, maestro de capilla de la Catedral de Zamora;
- Antonio Ventura Roel, maestro de capilla de la Catedral de Mondoñedo;
- Francisco Hernández Illana, maestro de capilla de la Catedral de Burgos;
- Manuel Antonio López del Río, maestro de capilla de la Catedral de Lugo; y
- Manuel Paradís, maestro de capilla de la Catedral de Tuy.

Antonio Guadarrama no tuvo éxito, por lo que permaneció en Orense. El magisterio compostelano sería para Pedro Cifuentes Mazo.
El cabildo orensano estaba satisfecho con el trabajo del maestro Guadarrama e intentó mantenerlo en el cargo, pero en 1747 dejó la catedral para tomar el cargo de sochantre y maestro de capilla de la Colegiata de Villafranca del Bierzo. A partir de ese momento se pierde el rastro del maestro.

## Obra
Antes de su partida de la Catedral de Orense, el cabildo solicitó a Guadarrama una lista de composiciones en el archivo, lo que es un importante testimonio de la música tocada en Orense en la época. También incluye en la lista obras propias:

Ocho salmos de Dixi Dominus

Ocho salmos de Beatus vir

Ocho salmos de Laudate Dominum omnes gentes

Catorce Magníficats

Salmos de Nuestra Señora

Laetatus sum cinco salmos

Un salmo de Credidi

Versos solos de Vísperas, con violines y sin ellos, quince

Versos del salmo Príncipes para la Nona de la Ascensión

Diecisiete Salves

Tres Regina Caeli laetare

Misereres, a 8, nueve, a 7, tres, a 6, uno y a 4, uno

Lamentaciones, Feria 5 in Coena Domini

Feria 6 in Parasceve, 6. Sábado Santo, 4

Oficio de Difuntos, uno entero, con Salmo. Lecciones, Misas y Secuencia, a 8, con violines.

Otro a 8, sin secuencia, otro a 4 y 5

Libérame Domine a 4

Dos Lecciones solas de Difuntos.

Una Secuencia a 8 y un Miserere a 8 de Difuntos

Villancicos al Santísimo, 39

Villancicos a la Navidad y Reyes, 72.

Villancicos a Nuestra Señora y Santos y un Aria a los Dolores de María

Más 5 Villancicos de Navidad

Admirables, nueve

Motetes para todo el año a dúos y solos, 5 cuadernillos

Motetes sueltos para algunos santos, 10, todo o dicho compuesto por dicho Antonio
Guadarrama.

No se ha conservado ninguna de estas obras. En cambio se han conservado algunas composiciones en la Catedral de Santiago de Compostela:
- Santificavit Dominus (1744), motete a ocho voces, bajón, órgano, arpa y violín.
- Vísperas (1744), salmo a ocho voces, violines, oboes, trompas y órgano.
- Ah , del templo (1744), villancico a ocho voces e instrumentos.
- Al altar de la Gracia (1744), villancico a ocho voces, arpa y violín.